# Aime Simone
Aime Simone est le nom d'artiste d'un chanteur de pop franco-norvégien d'expression anglaise, né en 1995.

## Biographie
Aime Simone naît en 1995. Il est français par son père et norvégien par sa mère. Il choisit son nom d'artiste en reprenant les prénoms de ses grands-parents paternels.
Il passe son adolescence dans le 11e arrondissement de Paris, avec un parcours scolaire émaillé de petite délinquance. Il joue de la guitare à partir de 11 ans.
Il attire l'attention de Peter Doherty lors d'un concert dans un club parisien, le Bus Palladium, en 2012 ou 2013 en lui lançant un carnet de ses poèmes et se lie d'amitié avec lui.
Il exerce le mannequinat, notamment pour Hedi Slimane et Yves Saint Laurent pendant trois ans,.
Il déménage à Berlin en 2017. Il avait commencé à y chanter sur la scène techno au début des années 2010. Après avoir auto-produit son premier album en juillet 2020, écrit en trois mois, il fait les premières parties du chanteur rock Peter Doherty,. Il connaît le succès à partir de l'automne 2022, grâce à une publicité pour Leroy Merlin qui utilise son tube Shining Light,,,. Cette chanson reçoit le prix Coup de cœur lors de l'émission La Chanson de l'année 2023 sur TF1 en juin 2023.
Son deuxième album, Oh Glory, sur lequel il a travaillé trois ans, sort le 5 mai 2023. Sa pochette est créée « en collaboration avec l'intelligence artificielle »,.
À l'été 2023, il se produit notamment sur les scènes gratuites du Montreux Jazz Festival et de Fierté Montréal.

### Influences musicales
Il déclare avoir été « influencé » par Nirvana et le post-punk, puis par le hip-hop et être « inspiré » par Billie Eilish, Rosalía  et Drake.
Il qualifie son style de « post-pop ».

### Vie privée
Il est marié à une artiste américaine, Sonja Fix, qu'il a rencontrée à Vienne en 2017 et qui est aussi sa directrice artistique, et père d'un enfant.
Il porte le mot reckless (téméraire) tatoué sur sa pommette gauche.

## Discographie

### Albums
- 2020 : Say Yes, Say No
- 2023 : Oh Glory
- 2025 : Rev[12],[13]

### Single
- 2020 : Shining light ( 1 × Platine en 2023[14])